# Понча-Спрінгс (Колорадо)
Понча-Спрінгс (англ. Poncha Springs) — місто (англ. town) в США, в окрузі Чаффі штату Колорадо. Населення — 925 осіб (2020).

## Географія
Понча-Спрінгс розташована за координатами 38°31′8″ пн. ш. 106°4′21″ зх. д. / 38.51889° пн. ш. 106.07250° зх. д. (38.518844, -106.072576).  За даними Бюро перепису населення США в 2010 році місто мало площу 7,03 км², уся площа — суходіл.

## Демографія
Згідно з переписом 2010 року, у місті мешкало 737 осіб у 320 домогосподарствах у складі 213 родин. Густота населення становила 105 осіб/км².  Було 362 помешкання (51/км²).
Расовий склад населення:
| - 94,0 % — білих - 1,1 % — корінних американців - 0,5 % — чорних або афроамериканців - 0,5 % — азіатів - 0,4 % — вихідців з тихоокеанських островів |

До двох чи більше рас належало 2,6 %. Частка іспаномовних становила 8,1 % від усіх жителів.
За віковим діапазоном населення розподілялося таким чином: 22,8 % — особи молодші 18 років, 65,1 % — особи у віці 18—64 років, 12,1 % — особи у віці 65 років та старші. Медіана віку мешканця становила 38,7 року. На 100 осіб жіночої статі у місті припадало 87,5 чоловіків;  на 100 жінок у віці від 18 років та старших — 88,4 чоловіків також старших 18 років.
Середній дохід на одне домашнє господарство  становив 53 056 доларів США (медіана — 39 643), а середній дохід на одну сім'ю — 55 733 долари (медіана — 52 639). За межею бідності перебувало 13,2 % осіб, у тому числі 20,8 % дітей у віці до 18 років та 14,2 % осіб у віці 65 років та старших.
Цивільне працевлаштоване населення становило 656 осіб. Основні галузі зайнятості: роздрібна торгівля — 22,9 %, мистецтво, розваги та відпочинок — 21,6 %, освіта, охорона здоров'я та соціальна допомога — 14,8 %, будівництво — 10,1 %.